# Peryskop (obiektyw fotograficzny)

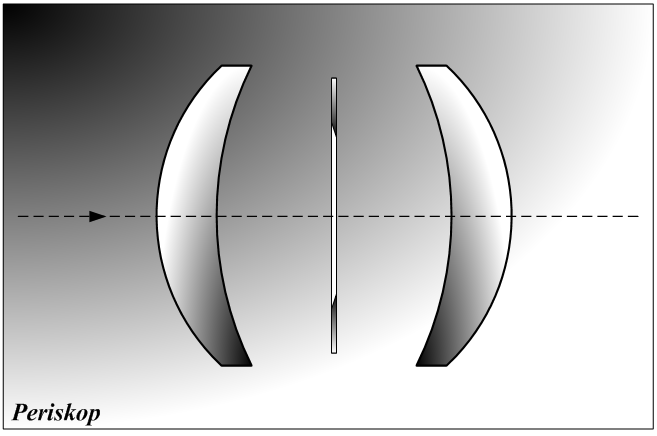
Schemat obiektywu typu peryskop

Peryskop – typ dwusoczewkowego obiektywu fotograficznego, składającego się z dwóch identycznych soczewek umieszczonych symetrycznie po przeciwnych stronach przysłony. Jak inne symetryczne układy optyczne, rozwiązanie takie pozwala wyeliminować dystorsję i komę. Obiektyw charakteryzuje brak krzywizny pola, ale nie eliminuje aberracji chromatycznej i sferycznej.
Pierwszym obiektywem tego typu był Steinheil Periskop o otworze względnym f/15 zaprojektowany w 1865 r. przez Carla von Steinheila. Późniejsze obiektywy tego typu to na przykład Goerz Hypergon (1900) i Kodak Bimat oraz Kodak Twindar (1933).
Peryskopem był również Bilar (f/8, ogniskowa 65 mm), obiektyw stosowany w polskim aparacie fotograficznym 6×6 cm Druh.